# إدينيو
إدينيو (بالبرتغالية: Edon do Amaral Neto‏) هو مدرب كرة قدم ولاعب كرة قدم برازيلي في مركز الهجوم، ولد في 21 فبراير 1967 في أرابيراكا في البرازيل. لعب مع برادفورد سيتي وجمعية أرابيراكا الرياضية ودونفرملين أثلتيك وفيتوريا دي غيماريش ونادي أفاي لكرة القدم ونادي أولهانينسي ونادي بورتيمونينسي ونادي تشافيس ونادي فارنزي ونادي فيزيلا.

## وصلات خارجية
- إدينيو على موقع Soccerbase.com (لاعب) (الإنجليزية)